# Nathan Salmon
Pour les articles homonymes, voir Salmon.
 (mai 2016).
Si vous disposez d'ouvrages ou d'articles de référence ou si vous connaissez des sites web de qualité traitant du thème abordé ici, merci de compléter l'article en donnant les références utiles à sa vérifiabilité et en les liant à la section « Notes et références ».
Nathan Salmon Ucuzoglu, né le 2 janvier 1951 à Los Angeles, est un philosophe américain de la tradition analytique en philosophie du langage et dans la métaphysique.

## Biographie
Nathan Salmon est le petit-fils de l'archiviste Emily Sene et du musicien Isaac Sene, dont les travaux ont été étudiés par l'ethnomusicologue Edwin Seroussi.
Nathan Salmon a étudié à la Lincoln School, à la North High School ainsi qu'au El Camino College à Torrance (Californie), mais aussi à l'Université de Californie (UCLA). Guitariste autodidacte, Salmon a appris la majorité de ce qu'il sait de la musique avec son ami, le musicien James Newton Howard.
Pendant ses années d'études à l'Université de Californie, Nathan Salmon a travaillé avec les philosophes les plus renommés de cette époque : Tyler Burge, Alonzo Church, Keith Donnellan, Donald Kalish, Saul Kripke, Yiannis Moschovakis, et principalement David Kaplan. En 1979, Nathan Salmon devient docteur de philosophie alors qu'il est professeur-assistant à L'Université de Princeton. Son premier livre, Reference and Essence (sa thèse), est couronnée par le Gustave O. Arlt Award en 1984.
Nathan Salmon est actuellement un professeur de philosophie distingué à l'Université de Californie.